# André Deprit
André Albert Maurice Deprit (Namur, 10 aprile 1926 – Montgomery Village, 7 novembre 2006) è stato un fisico belga.
Nato precisamente a Saint-Servais, allora comune indipendente, dal 1977 sobborgo della città di Namur. Dal 1962 insegnò meccanica celeste all'università Cattolica di Lovanio per poi passare all'Università della Florida Meridionale nel 1971. Nel 1979 divenne docente a Cincinnati.
Nel 1975 vinse la Medaglia James Craig Watson.